# Xu Gu
Xu Gu (en xinès simplificat: 虚谷; en xinès tradicional: 虛谷; en pinyin: Xū Gǔ), també conegut com a Xugu i Ziyang Shanren, fou un pintor i poeta xinès que va viure sota la dinastia Qing. Va néixer vers l'any 1824, a Xin'an, província d'Anhui (altres fonts mencionen Shexian) i va morir el 1896. El seu nom inicialment era Zhu Huairen Va ser oficial d'alta graduació a l'exèrcit i més endavant monjo budista per no estar d'acord en reprimir la rebel·lió Taiping, essent el seu nom llavors, Xubai (虚白). Va residir a Guanling, província de Jiangsu. Es va guanyar la vida venent les seves pintures a Xangai i Suzhou. Com a poeta ens ha deixat “La poesia del monjo Xugu”.
Va destacar com a pintor d'animals (ocells), flors, fruites i paisatges. Famós pels seus esquirols i peixos de colors (carpes daurades). Feia servir el pinzell de cantó de manera fluida i audaç i amb contorns nítids, expressant a vegades idees poc convencionals. Vinculat a l'Escola de “Pintura Haishang” (els seus representants eren, entre d'altres, Xu Gu, Ren Xiong, Ren Xun i Ren Bonian). Pintors com Ren Yi i Wu Changshuo, que es van concentrar a Xangai, van fundar la cèlebre “Escola de Xangai.